# Small Talk
「Small Talk」（スモール トーク）は、東方神起の楽曲である。2020年11月27日に配信限定シングルとして発売された。シングル作品としては『まなざし』以来約10か月ぶりとなる作品で、Billboard Japan Download Songsで最高位12位、オリコン週間デジタルシングルランキングで最高位13位を獲得した。

## 背景・リリース
「Small Talk」は、「大切なものだけは失わない」というメッセージを込めた楽曲で、作詞は井上慎二郎で、作曲はケイト・ウェッバー、リース・プリンガー、ヤリン・ローレンス、クリストファー・エリクソンの4人での共作。
11月17日にジャケット写真とヴィジュアルが公開された。
12月4日にリリックビデオが公開された。同月23日にファンクラブ限定で発売された『We are T 〜Third Memories〜』には、本作のレコーディングやヴィジュアル撮影時の映像が収録された。

## テレビでの披露
2021年1月12日に放送された日本テレビ系『スッキリ』にリモートで出演し、同番組内で本作のパフォーマンス映像が放送された。なお、この番組での放送がテレビ初歌唱となった。

## 収録曲
| #         | タイトル       | 作詞       | 作曲                                                          | 時間 |
| --------- | -------------- | ---------- | ------------------------------------------------------------- | ---- |
| 1.        | 「Small Talk」 | 井上慎二郎 | Cayte Webber Reece Pullinger Jarin Lorens Kristoffer Eriksson | 4:11 |
| 合計時間: | 合計時間:      | 合計時間:  | 合計時間:                                                     | 4:11 |